# Ricardo Brentani
Ricardo Renzo Brentani (Trieste, 21 de julho de 1937 — São Paulo, 29 de novembro de 2011) foi um médico e cientista italiano, naturalizado brasileiro. Brentani foi o pioneiro da medicina por DNA no Brasil.
Filho de um industrial e da artista plástica Gerda Brentani, chegou ao Brasil em 1938 (com apenas um ano de idade) e em 1957 ingressou na Faculdade de Medicina da Universidade de São Paulo.
Sua tese de doutorado sobre o nucléolo no processamento do RNA mensageiro, fez do recém formado médico um jovem pesquisador e sua tese foi publicada na Revista Nature.
Através da Fundação de Amparo à Pesquisa do Estado de São Paulo, liderou as pesquisas do Projeto Genoma do Câncer, entre 1990 e 2000.
Desde 1980 era professor da USP e também foi diretor-presidente do Conselho Técnico-Administrativo da Fapesp e da Fundação Antônio Prudente, instituição que Brentani transformou em referência na pesquisa genética do câncer.
Foi eleito membro da Academia Nacional de Medicina em 2002, sucedendo Antar Padilha Gonçalves na Cadeira 85, que tem Antônio de Barros Terra como patrono.